# Мошков (Ровненская область)
Мошков (укр. Мошків) — село в Млиновской поселковой общине Дубенского района Ровненской области Украины.
До 2020 года входило в Млиновский район.
Население по переписи 2001 года составляло 191 человек. Почтовый индекс — 35124. Телефонный код — 3659. Код КОАТУУ — 5623886403.

## Русская православная церковь
13 декабря 2021 года совершено освящение нового Михайловского храма.